# Austrolimnophila nigrocincta
Austrolimnophila nigrocincta là một loài ruồi trong họ Limoniidae. Chúng phân bố ở miền Australasia.